# Amegilla florea
Amegilla florea es una especie de abeja excavadora perteneciente al género Amegilla, categorizada en la tribu Anthophorini, de la subfamilia Apinae. Fue descrita científicamente por el entomólogo inglés Frederick Smith en 1879.
Es atraída por diversidad de plantas con flores, entre ellas, los géneros y especies de la familia Asteráceas. También por la savia, melaza y los aceites florales.

## Distribución y hábitat
La especie se distribuye por Asia, en China, Rusia, Japón y Corea del Sur. Suele encontrarse en bosques y selvas, praderas, zonas agrícolas y áreas urbanas.